# Cilette Ofaire
 (juin 2011).
Si vous disposez d'ouvrages ou d'articles de référence ou si vous connaissez des sites web de qualité traitant du thème abordé ici, merci de compléter l'article en donnant les références utiles à sa vérifiabilité et en les liant à la section « Notes et références ».
Cilette Ofaire, de son vrai nom Cécile Houriet, née en 1891 à Couvet, Val-de-Travers et morte en 1964 est une voyageuse, une peintre et une écrivaine suisse. Elle a connu dans les années 1930 un large succès, en Suisse, en Allemagne, en France, aux États-Unis et en Espagne, avant de sombrer dans l'oubli.

## Biographie

### Enfance et adolescence
Cilette Ofaire est la fille du directeur de l'École d'horlogerie et de mécanique de Couvet. Sa mère, Adèle, meurt d'une tuberculose alors qu'elle n'a que trois ans. Cilette hérite de ses poumons fragiles. Son père se remarie avec la sœur d'Adèle. Son enfance malheureuse sera l'un des thèmes récurrents de son œuvre,. Adolescente, Cilette rêve de devenir peintre[réf. nécessaire] mais on l'envoie préparer un diplôme de commerce à Neuchâtel. Elle obtient son diplôme et est ensuite inscrite dans une institution de Bâle pour y apprendre l'allemand. Elle quitte cette école pour s'inscrire à l'école des Arts et Métiers. En parallèle, elle donne des leçons dans un pensionnat en Allemagne pour gagner de l'argent. En 1908, après un premier accident pulmonaire, elle passe une année à Davos.

### Mariage et années parisiennes
Au retour de Davos, Cilette rencontre Charles Hofer, un artiste peintre. Ils se marient le 6 juin 1914 et déménagent à Paris, boulevard du Montparnasse. Après deux mois, Charles s'engage dans l'armée et part à la guerre. Sans revenus, celle-ci meurt de faim[réf. nécessaire]. Le peu d'argent qu'elle gagne, c'est en tricotant des chaussettes pour les soldats dans le métro, toute la journée. Cet épisode de sa vie fait l'objet d'un chapitre de son roman Sylvie Velsey, "Le Métro". Charles rentre en 1916 : il est brisé par la guerre, dépressif, incapable de travailler. Cilette devient secrétaire d'un diplomate pour gagner sa vie et entretenir son mari, elle n'a plus le temps de peindre. Plusieurs chapitres de Sylvie Velsey racontent son mariage malheureux. En 1922, après une rechute pulmonaire, Cilette va se faire soigner chez sa tante Cécile à Couvet. Plus tard, celle-ci lui enverra de l'argent quand Cilette se trouve dans le besoin. En 1935, pendant sa période à bord de l'Ismé, Cilette quittera Alicante pour regagner Couvet et accompagner cette tante qui ne l'a jamais abandonnée dans ses derniers jours. Cette histoire fait l'objet du roman Chemins, écrit entre 1939 et 1943 et publié en 1945 chez Stock[réf. nécessaire].

### À bord duSan Luca
En 1923, à Hambourg, les Hofer décident d'acheter un bateau. Cet achat résulte d'un coup de tête[réf. nécessaire], les époux ne connaissant rien à la navigation[réf. nécessaire]. C'est un bateau sans voiles ni moteur, le San Luca, tributaire des remorqueurs pour naviguer sur les fleuves. Charles et Cilette peignent et organisent des expositions lors des escales. Ils font escale dans les villes de Hambourg, Amsterdam, Dresde, Prague, ou encore Brême. Le San Luca est remplacé par un San Luca II en 1926. Les mésaventures à bord du San Luca feront l'objet du roman Le San Luca. Après avoir fait cap sur la Méditerranée, Cilette rencontre Ettore, navigateur et ami fidèle qui sera à ses côtés jusqu'à la fin de ses jours, puisqu'il s'installera avec sa famille près de sa maison de la Nostra à Sanary-sur-Mer.

### À bord de l'Ismé
En 1932, Cilette et Charles vendent le San Luca et achètent l'Ismé. Peu de temps après, ils se séparent, et Cilette continue sa vie de navigatrice sans son mari (leur divorce sera prononcé en 1941). En plus de sa séparation, Cilette vient d'apprendre qu'elle ne pourra plus peindre, souffrant d'une altération du nerf optique[réf. nécessaire]. Elle décide alors de devenir capitaine de l'Ismé, et puisque la peinture lui est à présent interdite, elle se tourne vers l'écriture. Elle n'est pas seule à bord de l'Ismé, puisque Ettore, parfois adjoint d'un autre aide, l'accompagne. L'Ismé part de La Rochelle et fait plusieurs escales, entre autres Ribadeo, Camarinas, Vigo, Lisbonne, Cadix, Alicante et Ibiza. La vie sur l'Ismé n'est pas de tout repos pour Cilette, qui, en cette période de tensions qui précède la seconde guerre mondiale, se fait soupçonner à plusieurs reprises (mais sans aucun fondement) d'espionnage. L'Ismé finira même bombardé et Cilette ne reprendra plus jamais la mer. Elle retourne en France en 1936.

### La Nostra et la vie avec Ilo
Pendant la guerre, Cilette, soupçonnée de communiquer clandestinement depuis chez elle à l'aide de signaux lumineux est priée de quitter Toulon, où elle s'était installée dans une ferme. Elle loue alors, à Sanary-sur-Mer, la demeure dans laquelle elle vivra jusqu'à la fin de sa vie, et qu'elle nomme La Nostra. Elle fait à cette époque la connaissance d'Ilo de Franceschi, homme intéressant car passionné de culture et de littérature, mais atteint de mythomanie. Pendant toute la durée de la guerre, il s'éclipse durant de longues périodes, prétendant être engagé dans la résistance et tenir un rôle clé pour la résolution de la guerre. Il dilapide le peu d'argent de Cilette lors de ces mystérieuses "missions". Mais elle ne s'apercevra que tardivement de l'ampleur des travers d'Ilo. En attendant, celui-ci s'installe à la Nostra. L'argent est rare et c'est grâce au potager du jardin qu'Ilo et Cilette ne meurent pas de faim pendant la guerre. Cilette écrit tous les jours mais ses livres ne lui rapportent pas de quoi vivre. Les temps sont difficiles pour les maisons d'édition aussi. De plus, Cilette vit loin de Paris et la guerre complique aussi les communications, l'empêchant d'accéder au statut qu'elle mérite.

### Les dernières années
Après la guerre, Cilette continue à écrire et s'initie à la composition musicale. Elle finira par se séparer d'Ilo en 1955. Vers 1953, elle rencontre Silvio Fanti, fils du maraîcher qui a acheté la maison de son oncle à Couvet. Il est le fils qu'elle n'a jamais eu. Il rachètera la Nostra pour résoudre les problèmes financiers de Cilette. Libérée de ses soucis d'argent, elle écrit Un Jour quelconque, qui raconte une journée à la Nostra en temps de paix. Cilette tombe malade, et s'éteint à la Nostra en 1964. La Bibliothèque publique et universitaire de Neuchâtel conserve un fonds Cilette Ofaire comprenant des correspondances, des textes inédits et autres documents manuscrits, mais également des coupures de journaux, revues et articles de revues.

## Publications
- Le San Luca, Stock, 1934
- Sylvie Velsey, Stock, 1938, réédition Éditions Plaisir de Lire, Lausanne, 2007
- Chemins, Stock, 1945, réédition Éditions Plaisir de Lire, Lausanne, 2009
- Un jour quelconque, Stock, 1956, réédition Éditions Plaisir de Lire, Lausanne, 2007
- L'Ismé, Actes Sud, 1990, réédition aux Éditions de L'Aire, Vevey, 2020
- L'Étoile et le Poisson ; 1949

## Distinctions
- L'Ismé obtient le prix Schiller en 1942.
- En 1951, la fondation Schiller décerne un prix à Cilette Ofaire pour l'ensemble de son œuvre.